# 常陸大宮市立第二中学校
常陸大宮市立第二中学校（ひたちおおみやしりつだいにちゅうがっこう）は、茨城県常陸大宮市石沢にある公立中学校である。
昭和38年11月12日に，大宮町立第二中学校を石沢1555と定め，地鎮祭と起工式を行いました。 この日が創立記念日となりました。 その後，市町村合併で常陸大宮市となり，常陸大宮市立第二中学校となりました。 平成28年に新校舎が完成し，現在の姿となっています。